# Linda Dégh
Linda Dégh est née le 18 mars 1920 à Budapest, Hongrie et morte le 19 août 2014 à Bloomington, Indiana. Dégh est folkloriste, ethnomusicologue et professeur à l'Université de l'Indiana, USA.

## Biographie et carrière
Linda Dégh grandit et étudie en Hongrie. Dégh est diplômée de l’Université catholique Péter Pázmány (1943). Elle étudie l’ethnologie en tant qu'élève de Gyula Ortutay à l’université Loránd-Eötvös de Budapest et devient enseignante dans cette même université en 1951.
En 1965, elle est invitée par l’Université de l’Indiana comme spécialiste du folklore européen et commence à y enseigner. Elle est nommée professeur émérite de folklore et d'ethnomusicologie de l’Université de l’Indiana en 1982.
En 1968, elle crée la revue Indiana Folklore, revue qu'elle publia pendant 20 ans avec ses étudiants. En 1982, Dégh exerce la fonction de présidente de l'American Folklore Society.
Depuis 2015, un prix « Linda Dégh Lifetime Achievement Award » est décerné chaque année à un universitaire.

## Œuvres
Linda Dégh a publié 18 livres et plus de 200 articles, essais et autres écrits.